# Petar Zhekov
Petar Petrov Zhekov - em búlgaro, Петър Петров Жеков (Knizhovnik, 10 de Outubro de 1944 – 18 de fevereiro de 2023) - foi um futebolista búlgaro.

## Carreira
Um dos maiores atacantes de sua geração, Zhekov iniciou sua carreira no inexpressivo Dimitrovgrad, onde marcou oito vezes em catorze partidas. Logo, foi contratado pelo Béroé Stara Zagora, onde foi artilheiro do campeonato búlgaro em suas duas últimas temporadas no clube (1967 e 1968), tendo marcado no total 101 gols em 135 partidas. Com isso, acabou despertando o interesse do CSKA Sofia, que não demorou muito e acabou o contratando.
No CSKA, conquistou cinco campeonatos nacionais (1969, 1971, 1972, 1973, 1975) e quatro Copas do Exército Soviético (1969, 1972, 1973, 1974). Com o clube, foi artilheiro da liga búlgara em 1969, 1970, 1972 e 1973, e obteve a Bota de Ouro da UEFA em 1969. Encerrou sua carreira defendendo o CSKA em 1975, após marcar cento e quarenta e quatro vezes em cento e oitenta e quatro partidas.

## Seleção
Esteve presente em duas Copas, além de fazer parte do elenco búlgaro que conquistou a medalha de prata nos Jogos da Cidade do México, onde marcou três tentos (ambos nas três primeiras partidas da fase de grupos) em seis partidas.
Zhekov esteve presente na partida de despedida do lendário goleiro soviético Lev Yashin, em 27 de maio de 1971, tendo marcado no empate em dois gols.

## Morte
Zhekov morreu em 18 de fevereiro de 2023, aos 78 anos.